# Prästbuan
Prästbuan är ett naturreservat i Gagnefs kommun i Dalarnas län.
Området är naturskyddat sedan 1998 och är 120 hektar stort. Reservatet består av myrmark, tall- och granskog med inslag av lövträd.